# Беллубэ, Николь
Нико́ль Беллубэ́ (фр. Nicole Belloubet; род. 15 июня 1955) — французский юрист и политик, министр юстиции Франции (2017—2020). Министр национального просвещения и по делам молодёжи (2024).

## Биография
В 1978 году получила диплом DEA по публичному праву в Университете Пантеон-Ассас, в 1990 году — степень доктора права в Университете Париж 1 Пантеон-Сорбонна. В 1992 году получила степень агреже по публичному праву.
В 1980-х вступила в Социалистическую партию, в 1989 году выставила свою кандидатуру на выборах муниципального совета Сен-Реми-ле-Шеврёз (департамент Ивелин).
С начала 1990-х преподавала право в университете Париж-1 и затем в университете д’Эври-Валь-д’Эсонна.
В 42-летнем возрасте возглавила в 1997 году Лиможский образовательный округ, затем в 2000 году — Тулузский, но в 2005 году обратилась к правительству с просьбой освободить её от занимаемой должности ввиду отсутствия у неё «достаточной силы убеждённости для дальнейшей службы в Министерстве национального образования». Она критиковала недостаток финансирования системы образования, а также несоответствие амбиций и реальных действий правительства Раффарена. С 2000 по 2005 год возглавляла Межведомственный комитет по обеспечению гендерного равноправия в системе образования.
С 2008 года преподавала право в тулузском Институте политических исследований.
В 2008—2010 годах являлась заместителем мэра Тулузы социалиста Пьера Коэна, в 2010 году избрана в региональный совет Южных Пиренеев, где стала первым заместителем председателя.
12 февраля 2013 года председатель Сената социалист Жан-Пьер Бель назначил Беллубэ в состав Конституционного совета Франции. 14 марта 2013 года вступила в должность.

### Министр юстиции
21 июня 2017 года получила портфель министра юстиции во втором правительстве Эдуара Филиппа.
22 января 2018 года после серии нападений на тюремных охранников, начавшейся 11 января с поджога, устроенного заключённым-джихадистом в тюрьме Ванден-ле-Вьей, профсоюзы служащих 188 мест заключения угрожали полным блокированием (blocage total) пенитенциарных учреждений (то есть, отменой прогулок и посещений для заключённых) с требованиями увеличения заработной платы и страховых компенсаций, и Беллубэ выразила готовность к переговорам с представителями профсоюзов.
В начале июля 2018 года Беллубэ оказалась под огнём критики после нового побега из тюрьмы известного гангстера Редуана Фаида.
15 сентября 2019 года в совместной программе RTL-Le Figaro-LCI «Grand Jury» в связи с новым интервью Эдварда Сноудена газете «The Guardian» (тот сказал, что в 2013 году обращался с просьбой о предоставлении политического убежища к более чем двадцати западным государствам, включая Германию и Францию времён президента Олланда, но везде получил отказ, и теперь хотел бы получить положительный ответ президента Макрона), Беллубэ заявила, что выступает за предоставление Францией политического убежища Сноудену. Администрация президента Франции в ответ на просьбу компании RTL о комментарии назвала заявление Беллубэ её личным мнением.
30 января 2020 года в интервью телеканалу Europe 1, комментируя события вокруг некой лицеистки, получившей угрозы после серии публичных оскорблений в адрес ислама, Беллубэ признала ошибочность своей первой реакции осуждения не только авторов угроз, но и самой лицеистки, и назвала ответственность за оскорбление религии «покушением на свободу совести». После этого прокуратура города Вьен, первоначально возбудившая два уголовных дела — одно по обвинению в угрозе убийством, где лицеистка выступала потерпевшей, а другое — против самой лицеистки по обвинению в провоцировании расовой ненависти, прекратила второе расследование.
6 июля 2020 года выведена из состава правительства при формировании кабинета Кастекса, в котором портфель министра юстиции получил Эрик Дюпон-Моретти.

### Министр просвещения
8 февраля 2024 года получила портфель министра национального просвещения и молодёжи в правительстве Атталя.
21 сентября 2024 года было сформировано правительство Барнье, в котором Беллубэ не получила никакого назначения.

## Личная жизнь
Николь Беллубэ была замужем за профессором публичного права в университете Париж 1 Пьером-Лораном Фриром (Pierre-Laurent Frier), овдовела в 2005 году.